# Institut Göring
 (août 2019).
Si vous disposez d'ouvrages ou d'articles de référence ou si vous connaissez des sites web de qualité traitant du thème abordé ici, merci de compléter l'article en donnant les références utiles à sa vérifiabilité et en les liant à la section « Notes et références ».
L'Institut Göring, ou Institut allemand de recherche en psychologie et de psychothérapie (Deutsches Institut für psychologische Forschung und Psychotherapie) est un institut de psychothérapie berlinois créé en 1936 par Matthias Göring, et qui a fonctionné dans l'Allemagne nazie jusqu'en 1945, alors que les autres institutions psychothérapiques avaient été dissoutes, accusées de propager une « science juive ».

## Création
En 1933, lors de la prise du pouvoir par les nazis, Berlin était une ville importante de l'implantation de la psychanalyse. Le siège de la Société allemande de psychanalyse (Deutsche Psychoanalytische Gesellschaft ou DPG) y était installé depuis 1920 et c'est aussi dans cette ville que le très actif Institut psychanalytique de Berlin (Berliner psychoanalytisches Institut) avait été créé par Max Eitingon et Ernst Simmel. 
Matthias Göring, psychiatre qui avait adhéré au parti nazi en 1933 et qui avait pour cousin le politicien nazi Hermann Göring, avait de ce fait pris peu à peu une position dominante dans le pays. Il prônait l'exercice d'une psychothérapie adlerienne, débarrassée de ses scories freudiennes comme les références à l'inconscient, à la sexualité infantile, ainsi qu'au matérialisme, et intégrant en revanche l'importance du patriotisme allemand. En 1934, il prit la direction de la Société générale allemande de médecine psychothérapeutique
La psychanalyse étant désormais considérée comme une « science juive », et de ce fait comme un danger pour l'État, il y avait de plus en plus de pressions et de restrictions pour les membres de la société. La législation, en particulier les Lois de Nuremberg interdisaient aux juifs d'exercer la plupart des métiers dont celui de psychothérapeute. Les psychanalystes juifs durent quitter la DPG et fuir l'Allemagne. En 1936 les psychothérapeutes qui étaient restés à Berlin fondèrent l'Institut allemand de recherche en psychologie et de psychothérapie et demandèrent à Matthias Göring d'en prendre la direction. Très vite, cette institution fut connue sous le nom d'Institut Göring. Carl Gustav Jung en a été président de 1936 à 1940 et a été critiqué à ce titre.

## Objectifs et fonctionnement
Le but de l'Institut était la création d'une « psychothérapie allemande ». À la création ont participé des Jungiens, les analystes de Psychologie individuelle et la DPG. Le travail de l'institut se développa aussi bien en Allemagne qu'en Autriche. 
Parmi les recherches menées par l'institut, on peut citer :
- Prévention des accidents du travail ;
- Enquête psychologique sur la Weltanschauung ;
- la réaction des enfants aux bombardements ;
- la psychologie des aviateurs abattus ;
- Études criminologiques avec des expertises sur l'homosexualité et l'exhibitionnisme[2].

L'Institut Göring était sous la tutelle du ministère de l'intérieur avec des succursales à Düsseldorf, Wuppertal, Stuttgart, Munich et plus tard Vienne. C'était le seul lieu de formation de psychothérapeutes et pour exercer le métier il fallait nécessairement y être affilié. L'institut avait 148 membres dont 63 était dans la NSDAP. Parmi les 63 membres de l'institut qui étaient psychanalystes, seulement deux appartenaient au parti nazi.
Comme le terme psychanalyse était prohibé, les quelques membres qui restaient de l'ancien organisme se regroupèrent dans la section A, entre autres Felix Boehm, Carl Müller-Braunschweig (de) et Harald Schultz-Hencke. Les deux premiers étaient interdits d'exercice professionnel et de publication en 1938, après l'annexion de l'Autriche.
En 1938, Göring obtint la dissolution de la Société allemande de psychanalyse et de la Société psychanalytique de Vienne. L'Institut Göring est alors exclu de l'Association psychanalytique internationale. Göring continue toutefois, sans doute avec une certaine ambivalence, à travailler avec des freudiens non juifs (comme August Aichhorn, Felix Boehm, Carl Müller-Braunschweig (de), John Rittmeister) au sein de son institut.
En 1939 l'Institut Göring fut intégré dans la Deutsche Arbeitsfront et déclaré important pour la guerre, ce qui garantit des revenus réguliers. Des recherches sur la guerre psychologique, la formation de psychologues de guerre, le traitement de névroses causées par la guerre furent alors entreprises.
En 1943 John Rittmeister, le psychanalyste freudien qui dirigeait le centre de consultations ambulatoires fut accusé d'espionnage dans l'Orchestre rouge et rapidement exécuté par les nazis.
Les activités du centre prennent fin avec l'arrestation de Göring en 1945.

## Les relations avec les autres sociétés
Initialement, il n'y a pas de traces que l'Institut Göring n'aurait pas été accepté. En effet, au niveau international personne n'a protesté contre l'exclusion des psychanalystes juifs de la DPG. Ernest Jones, président de l'International Psychoanalytical Association a même expliqué le bien-fondé des compromis avec le régime nazi, lors de l'assemblée à Lucerne en 1934.
Ce n'est qu'après la dissolution officielle de la DPG le 19 novembre 1938 que l'Allemagne cessa d'être représentée au sein de l'International Psychoanalytical Association. Elle devint la « section A ».

## La question complexe de la «postérité» du Göring Institut
Le clivage entre analystes qui s'étaient arrangés avec le régime nazi et ceux qui avaient quitté l'Allemagne était si important qu'il en a résulté l'existence de deux associations : 
- la Deutsche Psychoanalytische Gesellschaft fut recréée le 19 octobre 1949, son premier président étant Carl Müller-Braunschweig, mais ces controverses avec les « néo-analystes », qui n'avaient gardé des théories de Freud que les théories du transfert et de la sexualité, l'amenèrent à quitter son poste et à créer l'association ci-après ;
- la Deutsche Psychoanalytische Vereinigung[4] le 10 juin 1950.

Cette dernière fut admise à l'International Psychoanalytical Association le 17 août 1951 tandis que la DPG dut attendre 2001 pour cela.

### Documentation externe
Bibliographie :
- Collectif édité pour la France sous la dir. : Alain De Mijolla: « - Ici, la vie continue d'une manière fort surprenante… » : Contribution à l'Histoire de la Psychanalyse en Allemagne., Ed.: Association internationale d'histoire de la psychanalyse, 1987,  (ISBN 2-85480-153-9)
- Geoffrey Cocks, Psychotherapy in the Third Reich: The Göring Institute (2d ed), Oxford University Press, New York, 1985  (ISBN 0195034619) (titre français: La psychothérapie sous le IIIe Reich. L’Institut Göring, Ed.: Belles Lettres, 1987, Coll.: Confluents psychanalytiques,  (ISBN 2-251-33436-X))
- Michael Ermann, Wandlungen der Psychotherapie und Psychoanalyse im Spannungsfeld des Nationalsozialismus. In : Lindauer Texte, Texte zur psychotherapeutischen Fort- und Weiterbildung, Psychotherapie im Wandel, Abhängigkeit. Berlin : Springer Verl. (1991)  S. 76 - 87 Téléchargeable en format pdf
- James E. Goggin and Eileen Brockman, Death of a “Jewish Science”— Psychoanalysis in the Third Reich. W. Lafayette, Purdue University Press, 2001, 242 pp.

Liens externes :
- (de) Deutsches Ärzteblatt
- (en) Chronologie internationale d'évènements marquant la psychanalyse (1924 - 1964)
- (en) Notice biographique de Göring
- (en) Daniel Goleman, Psychotherapy and the nazis. New York Times, 3 juillet 1984.
- (fr) Anna M. Antonovsky : Des analystes aryens dans l’Allemagne nazie : les questions d’adaptation, de désymbolisation et de trahison, in Revue française de psychanalyse, 2008/4 (Volume 72)